# 常楽記
『常楽記』（じょうらくき）は、鎌倉時代末期から室町時代にかけて書き継がれた一種の過去帳。全1巻。
内容は、永仁3年（1295年）から応永32年（1425年）に至る間（ただし応仁元年（1467年）分のみ追記がある）、天皇・公家･武家･僧侶などの死没年月日（忌日）を過去帳風に記し、所々にはその年齢・所生・死因・場所を注記している。収載人物は京都中心であるが、時には鎌倉や諸国にまで及んでおり、筆者の身分を推定させるものがある。誤聞･誤解に基づく記事も多少見受けられるが、全体的には、南北朝時代・室町時代初期の人物に関する一次史料として貴重な価値を有している。
筆者は未詳だが、龍門文庫蔵の古写本の扉に「常楽記 釈迦院」と題してあり、また、醍醐寺の僧侶に関する記事が多いこと、殊に同寺釈迦院の僧侶に対しては「御入滅」の敬語を用いていることから、醍醐寺報恩院の釈迦院の僧侶によって記録されたものであろう。鎌倉時代末の元応年間には書き始められたらしく、正和3年（1314年）11月26日条の割注にある「愚身卅五歳」を最初の筆者（隆舜か）とすれば、その後弟子によって広く伝聞を集めながら書き継がれていったと考えられる。
翻刻は『群書類従513』に収録される。類従本を龍門文庫蔵古写本と対校するに、前者に誤写・誤脱が認められるが、一方で古写本の虫損部分を類従本によって補い得る記事も少なからず、双方ともに参照すべきである。他の写本としては、天明3年（1783年）写の宮内庁書陵部本がある（彰考館本は戦災時に焼失）。